# Down (fútbol americano)
En el fútbol americano y canadiense, un down, oportunidad o intento, hace referencia al tiempo en el que se lleva a cabo una jugada.

## Descripción
Un down u oportunidad comienza con un pase o una patada inicial, y termina cuando el jugador con la posesión del balón toca con cualquier parte de su cuerpo el suelo (excepto las manos y los pies), entonces los árbitros declaran que el jugador hizo un down y terminó la jugada. También termina cuando un equipo hace un ensayo, o el balón o el jugador con la posesión del mismo sale del campo de juego.
Cada posesión empieza con un primer down o primera oportunidad.  La línea del siguiente down está marcada 10 yardas más adelante que son las yardas mínimas a ganar en una jugada, y la situación es descrita como «1st and 10» (en México se le conoce como «1.ª oportunidad y 10 por avanzar»), si la línea de gol está a menos de 10 yardas de distancia (entonces la línea de gol es el yardaje a ganar) la situación es llamada "1st and goal" (en México se le conoce como "1.ª y gol" o "1.ª y anotación").  Si el equipo ofensivo logra mover el balón lo suficiente para alcanzar esas diez yardas, logran conseguir un nuevo primer down.  Si no logran hacerlo después de un número específico de downs (cuatro en el fútbol americano y tres en el fútbol canadiense) la posesión del balón pasa al equipo contrario en el lugar donde terminó la última jugada o el último down.
Cuando el equipo ofensivo no ha alcanzado la distancia suficiente para conseguir un nuevo primer down antes de utilizar el último de sus cuatro downs (o tres), el equipoofensivo enfrenta una situación de último down (situación de tercer down  en el fútbol canadiense y una situación de cuarto down en el fútbol americano), donde el equipo es forzado a decidir si quiere intentar ir por la distancia faltante y lograr otro primer down (normalmente se le conoce como ir por él [en cuarto down]), o en lugar de ello patear el balón (ya sea realizar un pateo o intentar un gol de campo). Patear es normalmente la elección más segura, ya que intentar alcanzar la distancia faltante o fallar el gol de campo le entregará inmediatamente el balón al equipo contrario, con el potencial problema de que el contrario quede ubicado en una buena posición dentro del terreno de juego.
Lograr que el jugador que tiene la posesión del balón haga down es una de las maneras de finalizar una jugada (otras formas son que el jugador con la posesión del balón salga del campo de juego, un pase incompleto, o una anotación de cualquier tipo).  Usualmente se dice que un jugador hizo down cuando es placado por el equipo defensivo. En la NFL, si un jugador ofensivo está tocando el suelo con otra parte de su cuerpo que no sean sus manos o pies y es tocado por cualquier jugador defensivo, es declarado como que hizo down. En la NCAA, se declara que es bola muerta.

## Terminología
- 1st and 10 (1.ª y 10):  primer down con 10 yardas por avanzar para conseguir un nuevo primer down.  Este es normalmente el punto de inicio de una posesión.  En algunas ocasiones las yardas por avanzar serán un número diferente a 10, debido a penalizaciones (dependiendo si la penalización fue del equipo ofensivo o del defensivo) por lo que se tiene que repetir el primer down pero sumando o restando las yardas de las penalizaciones.
- 2nd and 5 (2.ª y 5): segundo down con cinco yardas por avanzar.  Esto se usa de manera similar al decir 2nd and 10 (2.ª y 10), 3rd and 2 (3.ª y 2), etc.
- 3rd and long (3.ª y largo): en el fútbol americano, es un tercer down con un número sin especificar pero significante de yardas por avanzar (usualmente entre 15 y 20 yardas).  Este término es usado como una metáfora de una situación desesperada que demanda que sean tomadas acciones arriesgadas.  El término correspondiente en el fútbol canadiense 2.ª y largo.
- 3rd and 1 (3.ª y 1): tercer down con una yarda por avanzar.  Este término es propio del fútbol canadiense. Es usado para referirse a situaciones tensas donde el equipo ofensivo puede ser tentada para intentar conseguir la yarda faltante en lugar de patear el balón y conseguir otro primer down.  El término similar del fútbol americano sería 4th and inches (4.ª y pulgadas o 4.ª y centímetros).
- 1st and goal (1.ª y gol o 1.ª y anotación):  primer down, donde la línea de gol es el yardaje a ganar, por ejemplo , 1.ª y gol en la yarda 8.  El equipo ofensivo no puede conseguir un nuevo primer down sin anotar (solo se puede conseguir un nuevo primer down por medio de una penalización del equipo defensivo).  Es la misma situación cuando se dice "2nd and goal" (2.ª y gol), etc.
- Down por contacto: describe cuando un jugador con la posesión del balón es forzado a tocar el suelo con cualquier parte de su cuerpo (excepto las manos y los pies) por un jugador del equipo defensivo; por ejemplo si el jugador que tiene en su poder el balón resbala y cae al suelo, puede levantarse y continuar corriendo, pero si es derribado por un jugador defensivo, se dice que «hizo un down por contacto» y termina la jugada.  Este término solo se usa en el fútbol americano a nivel profesional; en los niveles universitario e instituto, la jugada termina cuando el jugador con la posesión del balón toca el suelo por cualquier razón con cualquier parte de su cuerpo que no sean sus pies o sus manos.